# Rebecca Öhrn
Rebecca Öhrn, née le 18 octobre 1996, est une fondeuse suédoise.

## Carrière
Membre du club IFK Umeå (en), Öhrn fait ses débuts en compétition officielle lors de la saison 2012-2013.
Elle compte une participation aux Championnats du monde junior en championnats du monde junior 2016 à Rasnov. En 2019, elle signe plusieurs top vingt dans la Coupe de Scandinavie, ses premiers dans la compétition.
Après une victoire à Lycksele, elle prend son premier départ sur une épreuve de coupe du monde lors de la saison 2019-2020 lors d'un dix kilomètres classique à Lahti, où elle prend la 37e place. Elle y dispute aussi le relais avec Frida Karlsson, Charlotte Kalla et Maja Dahlqvist pour prendre la troisième place et monter sur son premier podium à ce niveau.

## Palmarès

### Coupe du monde
- 1 podium en relais : 1 troisième place.